# Bjerke
Bjerke is een stadsdeel van de Noorse hoofdstad Oslo, gelegen in het noordoosten van de stad. In 2012 telde het 29.090 inwoners. Het gebied beslaat een oppervlakte van 7,72 vierkante kilometer.
De meest bevolkte zones in het stadsdeel liggen rond de Trondheimsveien, lokale naam van de riksvei 4, met onder meer hoogbouw in de wijk Linderud.
Bjerke bestaat uit de volgende wijken:
- Linderud
- Lofthus
- Tonsenhagen
- Årvoll
- Veitvet
- Økern
- Risløkka

Alna · 
Bjerke · 
Frogner · 
Gamle Oslo · 
Grorud · 
Grünerløkka · 
(Marka) · 
Nordstrand · 
Nordre Aker · 
Østensjø ·
Sagene · 
(Sentrum) · 
St. Hanshaugen · 
Stovner · 
Søndre Nordstrand · 
Ullern · 
Vestre Aker